# Hagbysjön
Hagbysjön är en sjö i Eskilstuna kommun i Södermanland och ingår i Norrströms huvudavrinningsområde. Sjön är 3,1 meter djup, har en yta på 0,513 kvadratkilometer och är belägen 26,1 meter över havet. Sjön avvattnas av vattendraget Tandlaån (Slytån).

## Delavrinningsområde
Hagbysjön ingår i det delavrinningsområde (657186-154704) som SMHI kallar för Utloppet av Hagbysjön. Medelhöjden är 42 meter över havet och ytan är 43,95 kvadratkilometer. Räknas de 9 avrinningsområdena uppströms in blir den ackumulerade arean 79,57 kvadratkilometer. Tandlaån (Slytån) som avvattnar avrinningsområdet har biflödesordning 2, vilket innebär att vattnet flödar genom totalt 2 vattendrag innan det når havet efter 149 kilometer. Avrinningsområdet består mestadels av skog (41 procent), öppen mark (12 procent) och jordbruk (38 procent). Avrinningsområdet har 0,81 kvadratkilometer vattenytor vilket ger det en sjöprocent på 1,6 procent. Bebyggelsen i området täcker en yta av 1,3 kvadratkilometer eller 3 procent av avrinningsområdet.